# Wybory do rad narodowych w Polsce w 1988 roku
Wybory do rad narodowych w Polsce w 1988 roku – wybory do rad narodowych w PRL przeprowadzone 19 czerwca 1988 r. na podstawie uchwały Rady Państwa z 21 marca 1988 r.
Wybierano radnych do:
- wojewódzkich rad narodowych,
- rad narodowych stopnia podstawowego.

Frekwencja wyniosła około 55,5%.
Wybory odbywały się w atmosferze wezwania do ich bojkotu wystosowanego przez Tymczasową Komisję Koordynacyjną NSZZ „Solidarność”.